# أنت عشق
أنت عشق ألبوم غنائي من غناء وإنتاج المغني القطري فهد الكبيسي. 
أُصدر هذا الألبوم في 8 مارس من عام 2017 على الموقع اليوتيوب ومتجر آي تيونز
و المتاجر الإلكترونية الأخرى. حيث أن فهد لم يقم بطباعة الإسطوانات واكتفى بنشرها هكذا. لكنه في الخامس عشر من نفس الشهر، وفي البرنامج التلفزيوني الكويتي الشهير «حمد شو» الذي يقدمه المقدم التلفزيوني حمد العلي المعروف بـ«حمد قلم» تحدّث فهد عن تفاصيل الألبوم ومن ثم قام بتوزيع إسطوانات الألبوم على الجمهور الحاضر للحلقة كمفاجأةٍ لجمهوره الكويتي.

## قائمة أغاني الألبوم
| اسم الأغنية | كلمات           | الألحان          |
| ----------- | --------------- | ---------------- |
| إنت عشقٍ     | هند             | عبد الله المناعي |
| اشتقت لك    | الأماني         | عبد الله المناعي |
| الحظ الأقشر | يم              | عبد الله المناعي |
| الله يكثر   | إبراهيم بن سواد | أحمد الهرمي      |
| كل الزيادة  | سيف فاضل        | سيف فاضل         |
| نعم عاشق    | رياض العوض      | عبد الله المناعي |
| يا بّعدي     | هشام الشروقي    | نواف عبد الله    |
| روح         | علي الفضلي      | الفيصل           |
| أحب الليل   | أحمد علوي       | ياسر بوعلي       |
| انقلاب      | عبير الشوق      | عبد الله المناعي |
| فيك الشبه   | راشد بن جعيثن   | ياسر بوعلي       |